# کانتون بوئنا فه
کانتون بوئنا فه (به اسپانیایی: Cantón Buena Fe) یک منطقهٔ مسکونی در اکوادور است که در استان لوس ریوس واقع شده‌است.